# سولاک‌یورت (اردهان)
سولاک‌یورت (به ترکی استانبولی: Sulakyurt، به ارمنی: Նիկոլաևկա) یک منطقهٔ مسکونی در ترکیه است که در اردهان واقع شده‌است. سولاک‌یورت ۹۹۹ نفر جمعیت دارد و ۱٬۹۲۰ متر بالاتر از سطح دریا واقع شده‌است.